# Edwin Vose Sumner
Edwin Vose Sumner (30 de gener de 1797 - 21 de març de 1863) fou un oficial de carrera de l'Exèrcit dels Estats Units d'Amèrica i el més vell comandant de camp de cap cos de l'exèrcit o d'altre tipus durant la Guerra Civil dels Estats Units. El seu sobrenom era "Brau" o "Cap de brau", per causa de la seva gran veuassa i per la llegenda que un cop una bala de mosquet li havia rebotat al cap.
Sumner lluità a la Guerra del Black Hawk, amb distinció a la Intervenció Nord-americana a Mèxic, a la frontera de l'Oest i al Teatre oriental d'operacions de la Guerra de Secessió durant la primera meitat de la Guerra Civil dels Estats Units. Comandava el II Cos de l'Exèrcit del Potomac a través de la Campanya Peninsular, les Batalles dels Set Dies, la Campanya de Maryland i la batalla de Fredericksburg.